# Liste der Countys in Tennessee
Der US-amerikanische Bundesstaat Tennessee ist in 95 Countys eingeteilt.
Die offizielle Abkürzung von Tennessee lautet TN, der FIPS-Code ist 47.
Der FIPS-Code jedes einzelnen Countys beginnt also stets mit 47, an die für jedes County jeweils eine dreistellige Zahl angehängt wird.
Die Angaben für die Einwohnerzahl entsprechen den Ergebnissen der Volkszählung im Jahr 2010.
| County     | FIPS-Code | County Seat   | Gründung | Ursprung                                                 | Namensherkunft | Einwohner 2010 | Fläche    | Karte |
| ---------- | --------- | ------------- | -------- | -------------------------------------------------------- | --- | -------------- | --------- | ----- |
| Anderson   | 001       | Clinton       | 1801     | Knox und Grainger County                                 | Joseph Anderson (1757–1837) – US-Senator von Tennessee (1797–1815)                                                                                  | 75.129         | 874 km²   |       |
| Bedford    | 003       | Shelbyville   | 1807     | Rutherford County                                        | Thomas Bedford – Offizier im Unabhängigkeitskrieg und Großgrundbesitzer                                                                             | 45.058         | 1.227 km² |       |
| Benton     | 005       | Camden        | 1835     | Humphreys County                                         | David Benton (1779–1860) – Veteran im Krieg von 1812 und früher Siedler                                                                             | 16.489         | 1.023 km² |       |
| Bledsoe    | 007       | Pikeville     | 1807     | Roane County und Indianerland                            | Anthony Bledsoe – Soldat im Unabhängigkeitskrieg, Landvermesser und früher Siedler                                                                  | 12.876         | 1.052 km² |       |
| Blount     | 009       | Maryville     | 1795     | Knox County                                              | William Blount (1749–1800) – Gouverneur des Südwest-Territoriums (1790–1796)                                                                        | 123.010        | 1.447 km² |       |
| Bradley    | 011       | Cleveland     | 1836     | Indianerland                                             | Edward Bradley – Abgeordneter in Tennessee | 98.963         | 851 km²   |       |
| Campbell   | 013       | Jacksboro     | 1806     | Anderson und Claiborne County                            | Arthur Campbell (1743–1811) – Abgeordneter in Virginia                                                                                              | 40.716         | 1.243 km² |       |
| Cannon     | 015       | Woodbury      | 1836     | Rutherford, Smith und Warren County                      | Newton Cannon (1781–1841) – Zehnter Gouverneur von Tennessee (1835–1839)                                                                            | 13.801         | 688 km²   |       |
| Carroll    | 017       | Huntingdon    | 1821     | Indianerland                                             | William Carroll (1788–1844) – Sechster und neunter Gouverneur von Tennessee (1821–1827, 1829–1835)                                                  | 28.522         | 1.551 km² |       |
| Carter     | 019       | Elizabethton  | 1796     | Washington County                                        | Landon Carter (1710–1778) – Sprecher des Senats im State of Franklin                                                                                | 57.424         | 883 km²   |       |
| Cheatham   | 021       | Ashland City  | 1856     | Davidson, Dickson, Montgomery und Robertson County       | Edward Cheatham – Abgeordneter in Tennessee | 39.105         | 784 km²   |       |
| Chester    | 023       | Henderson     | 1879     | Hardeman, Henderson, McNairy und Madison County          | Robert I. Chester (1793–1892) – Abgeordneter des Repräsentantenhauses von Tennessee                                                                 | 17.131         | 747 km²   |       |
| Claiborne  | 025       | Tazewell      | 1801     | Grainger und Hawkins County                              | William C. C. Claiborne (1775–1817) – Abgeordneter des US-Repräsentantenhauses (1797–1801), Gouverneur von Louisiana (1812–1816), US-Senator (1817) | 32.213         | 1.125 km² |       |
| Clay       | 027       | Celina        | 1870     | Jackson und Overton County                               | Henry Clay (1777–1852) – Sprecher des US-Repräsentantenhauses (1811–1814, 1815–1820, 1823–1825), Außenminister der USA (1825–1829)                  | 7.861          | 612 km²   |       |
| Cocke      | 029       | Newport       | 1797     | Jefferson County                                         | William Cocke (1748–1828) – US-Senator von Tennessee (1796–1797, 1799–1805)                                                                         | 35.662         | 1.125 km² |       |
| Coffee     | 031       | Manchester    | 1836     | Bedford, Warren und Franklin County                      | John R. Coffee (1772–1833) – General, Landvermesser und Pflanzer                                                                                    | 52.796         | 1.111 km² |       |
| Crockett   | 033       | Alamo         | 1871     | Haywood, Madison, Dyer und Gibson County                 | Davy Crockett (1786–1836) – Abgeordneter des US-Repräsentantenhauses (1827–1831, 1833–1835), fiel in der Schlacht von Alamo                         | 14.586         | 687 km²   |       |
| Cumberland | 035       | Crossville    | 1855     | White, Bledsoe, Rhea, Morgan, Fentress und Putnam County | Cumberland Mountains | 56.053         | 1.765 km² |       |
| Davidson   | 037       | Nashville     | 1783     | Teil von North Carolina                                  | William Lee Davidson (1746–1781) – fiel als Brigadegeneral im Unabhängigkeitskrieg                                                                  | 626.681        | 1.301 km² |       |
| Decatur    | 039       | Decaturville  | 1845     | Perry County                                             | Stephen Decatur (1779–1820) – US-Marineoffizier | 11.757         | 865 km²   |       |
| DeKalb     | 041       | Smithville    | 1837     | Franklin, Cannon, Jackson und White County               | Johann de Kalb (1721–1780) – Deutschstämmiger General der Kontinentalarmee im Unabhängigkeitskrieg                                                  | 18.723         | 789 km²   |       |
| Dickson    | 043       | Charlotte     | 1803     | Montgomery und Robertson County                          | William Dickson (1770–1816) – Mitglied des US-Repräsentantenhauses (1801–1807)                                                                      | 49.666         | 1.269 km² |       |
| Dyer       | 045       | Dyersburg     | 1823     | Indianerland                                             | Robert Henry Dyer – Abgeordneter in Tennessee | 38.335         | 1.322 km² |       |
| Fayette    | 047       | Somerville    | 1824     | Indianerland                                             | Marquis de La Fayette (1757–1834) – Französischer Freiwilliger, nahm als General am Unabhängigkeitskrieg teil                                       | 38.413         | 1.825 km² |       |
| Fentress   | 049       | Jamestown     | 1823     | Morgan, Overton und White County                         | James Fentress – Abgeordneter in Tennessee | 17.959         | 1.291 km² |       |
| Franklin   | 051       | Winchester    | 1807     | Rutherford County und Indianerland                       | Benjamin Franklin (1706–1790) – einer der Gründerväter der USA                                                                                      | 41.052         | 1.436 km² |       |
| Gibson     | 053       | Trenton       | 1823     | Indianerland                                             | John H. Gibson – Soldat, nahm am Krieg gegen die Muskogee (Creek) teil                                                                              | 49.683         | 1.561 km² |       |
| Giles      | 055       | Pulaski       | 1809     | Indianerland                                             | William Branch Giles (1762–1830) – Gouverneur von Virginia (1827–1830)                                                                              | 29.485         | 1.582 km² |       |
| Grainger   | 057       | Rutledge      | 1796     | Hawkins und Knox County                                  | Mary Grainger Blount – Ehefrau von William Blount und "first lady" des Südwest-Territoriums, aus dem der Staat Tennessee entstand                   | 22.657         | 726 km²   |       |
| Greene     | 059       | Greeneville   | 1783     | Washington County                                        | Nathanael Greene (1742–1786) – General der Kontinentalarmee im Unabhängigkeitskrieg                                                                 | 68.831         | 1.610 km² |       |
| Grundy     | 061       | Altamont      | 1844     | Coffee, Warren und Franklin County                       | Felix Grundy (1777–1840) – Justizminister der USA (1838–1839)                                                                                       | 13.703         | 934 km²   |       |
| Hamblen    | 063       | Morristown    | 1870     | Jefferson, Grainger und Greene County                    | Hezekiah Hamblen – Einer der frühesten weißen Siedler der Gegend                                                                                    | 62.544         | 417 km²   |       |
| Hamilton   | 065       | Chattanooga   | 1819     | Rhea County und Indianerland                             | Alexander Hamilton (1755 oder 1757–1804) – Einer der Gründerväter der Vereinigten Staaten                                                           | 336.463        | 1.405 km² |       |
| Hancock    | 067       | Sneedville    | 1844     | Hawkins und Claiborne County                             | John Hancock (1737–1793) – Präsident des Kontinentalkongresses (1775–1777) zum Zeitpunkt der Unabhängigkeitserklärung der USA                       | 6.819          | 576 km²   |       |
| Hardeman   | 069       | Bolivar       | 1823     | Hardin County und Indianerland                           | Thomas Jones Hardeman – Soldat im Krieg von 1812, später Abgeordneter in der Republik Texas                                                         | 27.253         | 1.729 km² |       |
| Hardin     | 071       | Savannah      | 1819     | Indianerland                                             | Joseph Hardin (1734–1801) – Abgeordneter im Südwest-Territorium und im State of Franklin                                                            | 26.026         | 1.497 km² |       |
| Hawkins    | 073       | Rogersville   | 1786     | Sullivan County                                          | Benjamin Hawkins (1754–1816) – US-Senator von North Carolina (1789–1795)                                                                            | 56.833         | 1.260 km² |       |
| Haywood    | 075       | Brownsville   | 1823     | Indianerland                                             | John Haywood (1753–1826) – Richter, Historiker | 18.787         | 1.381 km² |       |
| Henderson  | 077       | Lexington     | 1821     | Indianerland                                             | James Henderson – Offizier im Britisch-Amerikanischen Krieg von 1812                                                                                | 27.769         | 1.347 km² |       |
| Henry      | 079       | Paris         | 1821     | Indianerland                                             | Patrick Henry (1736–1799) – Prominenter Vertreter der Amerikanischen Unabhängigkeitsbewegung                                                        | 32.330         | 1.455 km² |       |
| Hickman    | 081       | Centerville   | 1807     | Dickson County                                           | Edwin Hickman – Jäger und Entdecker | 24.690         | 1.586 km² |       |
| Houston    | 083       | Erin          | 1871     | Dickson, Humphreys, Montgomery und Stewart County        | Sam Houston (1793–1863) – Kongressabgeordneter, Gouverneur von Tennessee (1827–1829), Gouverneur von Texas (1859–1861)                              | 8.426          | 519 km²   |       |
| Humphreys  | 085       | Waverly       | 1809     | Stewart County                                           | Parry Wayne Humphreys (1778–1839) – Abgeordneter des US-Repräsentantenhauses (1813–1815)                                                            | 18.538         | 1.378 km² |       |
| Jackson    | 087       | Gainesboro    | 1801     | Smith County und Indianerland                            | Andrew Jackson (1767–1845) – Siebenter Präsident der USA (1829–1837)                                                                                | 11.638         | 800 km²   |       |
| Jefferson  | 089       | Dandridge     | 1792     | Greene und Hawkins County                                | Thomas Jefferson (1743–1826) – Dritter Präsident (1801–1809) und einer der Gründerväter der USA                                                     | 51.407         | 709 km²   |       |
| Johnson    | 091       | Mountain City | 1836     | Carter County                                            | Thomas Johnson – früher Siedler | 18.244         | 773 km²   |       |
| Knox       | 093       | Knoxville     | 1792     | Greene und Hawkins County                                | Namensherkunft | 432.226        | 1.317 km² |       |
| Lake       | 095       | Tiptonville   | 1870     | Obion County                                             | Reelfoot Lake | 7.832          | 423 km²   |       |
| Lauderdale | 097       | Ripley        | 1835     | Haywood, Dyer und Tipton County                          | James Lauderdale (1780–1814) – fiel als Offizier im Britisch-Amerikanischen Krieg                                                                   | 27.815         | 1.218 km² |       |
| Lawrence   | 099       | Lawrenceburg  | 1817     | Hickman County und Indianerland                          | James Lawrence (1781–1813) – Marineoffizier | 41.869         | 1.598 km² |       |
| Lewis      | 101       | Hohenwald     | 1843     | Hickman, Lawrence, Maury und Wayne County                | Meriwether Lewis (1774–1809) – Entdecker | 12.161         | 731 km²   |       |
| Lincoln    | 103       | Fayetteville  | 1809     | Bedford County                                           | Benjamin Lincoln (1733–1810) – General der Kontinentalarmee im Unabhängigkeitskrieg                                                                 | 33.361         | 1.477 km² |       |
| Loudon     | 105       | Loudon        | 1870     | Roane, Monroe, Blount und McMinn County                  | Fort Loudoun – benannt nach dem Earl of Loudoun, der die britischen Truppen im Franzosen–und Indianerkrieg anführte                                 | 48.556         | 593 km²   |       |
| Macon      | 111       | Lafayette     | 1842     | Smith und Sumner County                                  | Nathaniel Macon (1757–1837) – US-Senator von North Carolina (1815–1828)                                                                             | 22.248         | 795 km²   |       |
| Madison    | 113       | Jackson       | 1821     | Indianerland                                             | James Madison (1751–1836) – Vierter Präsident der USA (1809–1817)                                                                                   | 98.294         | 1.443 km² |       |
| Marion     | 115       | Jasper        | 1817     | Indianerland                                             | Francis Marion (1732–1795) – Brigadegeneral im Unabhängigkeitskrieg                                                                                 | 28.237         | 1.291 km² |       |
| Marshall   | 117       | Lewisburg     | 1836     | Giles, Bedford, Lincoln und Maury County                 | John Marshall (1755–1835) – Außenminister der USA (1800–1801), Oberster Richter (1801–1835)                                                         | 30.617         | 972 km²   |       |
| Maury      | 119       | Columbia      | 1807     | Williamson County und Indianerland                       | Abram Poindexter Maury (1801–1848) – Abgeordneter in Tennessee                                                                                      | 80.956         | 1.587 km² |       |
| McMinn     | 107       | Athens        | 1819     | Indianerland                                             | Joseph McMinn (1758–1824) – Fünfter Gouverneur von Tennessee (1815–1821)                                                                            | 52.266         | 1.114 km² |       |
| McNairy    | 109       | Selmer        | 1823     | Hardin County                                            | John McNairy (1762–1837) – Bundesrichter in Tennessee (1797–1802)                                                                                   | 26.075         | 1.450 km² |       |
| Meigs      | 121       | Decatur       | 1836     | Rhea County                                              | Return J. Meigs (1740–1823) – Offizier der Kontinentalarmee, Indianeragent                                                                          | 11.753         | 505 km²   |       |
| Monroe     | 123       | Madisonville  | 1819     | Indianerland                                             | James Monroe (1758–1831) – Fünfter Präsident der USA (1817–1825)                                                                                    | 44.519         | 1.644 km² |       |
| Montgomery | 125       | Clarksville   | 1796     | Tennessee County – früherer Teil von North Carolina      | John Montgomery (um 1750–1794) – Leiter der Nickajack Expedition gegen die Cherokee (1794)                                                          | 172.331        | 1.397 km² |       |
| Moore      | 127       | Lynchburg     | 1971     | Bedford, Lincoln und Franklin County                     | William Moore – Abgeordneter in Tennessee | 6.362          | 335 km²   |       |
| Morgan     | 129       | Wartburg      | 1817     | Anderson und Roane County                                | Daniel Morgan (1736–1802) – Offizier im Unabhängigkeitskrieg                                                                                        | 21.987         | 1.352 km² |       |
| Obion      | 131       | Union City    | 1823     | Indianerland                                             | Obion River | 31.807         | 1.411 km² |       |
| Overton    | 133       | Livingston    | 1806     | Jackson County und Indianerland                          | John Overton (1766–1833) – Bankier, Richter, Mitbegründer der Stadt Memphis                                                                         | 22.083         | 1.122 km² |       |
| Perry      | 135       | Linden        | 1819     | Humphreys und Hickman County                             | Oliver Hazard Perry (1785–1819) – Amerikanischer Marineoffizier im Krieg von 1812                                                                   | 7.915          | 1.075 km² |       |
| Pickett    | 137       | Byrdstown     | 1879     | Fentress und Overton counties                            | Howell L. Pickett – Abgeordneter in Tennessee | 5.077          | 422 km²   |       |
| Polk       | 139       | Benton        | 1839     | McMinn und Bradley County                                | James K. Polk (1795–1849) – Elfter Präsident der USA (1845–1849)                                                                                    | 16.825         | 1.127 km² |       |
| Putnam     | 141       | Cookeville    | 1854     | Fentress, Jackson, Smith, White und Overton County       | Israel Putnam (1718–1790) – General im Unabhängigkeitskrieg                                                                                         | 72.321         | 1.039 km² |       |
| Rhea       | 143       | Dayton        | 1807     | Roane County                                             | John Rhea (1753–1832) – Mitglied des US-Repräsentantenhauses (1803–1815, 1817–1823)                                                                 | 31.809         | 818 km²   |       |
| Roane      | 145       | Kingston      | 1801     | Knox County und Indianerland                             | Archibald Roane (1759 oder 1760–1819) – Gouverneur von Tennessee (1801–1803)                                                                        | 54.181         | 935 km²   |       |
| Robertson  | 147       | Springfield   | 1796     | Tennessee County (in North Carolina) und Sumner County   | James Robertson (1742–1814) – Abgeordneter in Tennessee, Gründer der Watauga Siedlungen                                                             | 66.283         | 1.234 km² |       |
| Rutherford | 149       | Murfreesboro  | 1803     | Davidson, Williamson und Wilson County                   | Griffin Rutherford – Parlamentspräsident im Südwest-Territorium                                                                                     | 262.604        | 1.603 km² |       |
| Scott      | 151       | Huntsville    | 1849     | Anderson, Campbell, Fentress und Morgan County           | Winfield Scott (1786–1866) – Diente u. a. als General im Mexikanisch-Amerikanischen Krieg                                                           | 22.228         | 1.378 km² |       |
| Sequatchie | 153       | Dunlap        | 1857     | Hamilton, Marion und Warren County                       | Cherokee–Wort für Opossum, das grinst oder davonläuft                                                                                               | 14.112         | 689 km²   |       |
| Sevier     | 155       | Sevierville   | 1794     | Jefferson County                                         | John Sevier (1745–1815) – Einziger Gouverneur des State of Franklin (1784–1788), erster Gouverneur von Tennessee (1796–1801)                        | 89.889         | 1.534 km² |       |
| Shelby     | 157       | Memphis       | 1819     | Indianerland (Chickasaw)                                 | Isaac Shelby (1750–1826) – Gouverneur von Kentucky (1792–1796, 1812–1816)                                                                           | 927.644        | 1.954 km² |       |
| Smith      | 159       | Carthage      | 1799     | Sumner County und Indianerland                           | Daniel Smith (1748–1818) – US-Senator von Tennessee (1798–1799, 1805–1809)                                                                          | 19.166         | 814 km²   |       |
| Stewart    | 161       | Dover         | 1803     | Montgomery County                                        | Duncan Stewart (1763–1820) – Abgeordneter u. a. in Tennessee, Vizegouverneur von Mississippi (1817–1820)                                            | 13.324         | 1.184 km² |       |
| Sullivan   | 163       | Blountville   | 1779     | Washington County                                        | John Sullivan (1740–1795) – Gouverneur von New Hampshire (1786–1788, 1789–1790)                                                                     | 156.823        | 1.070 km² |       |
| Sumner     | 165       | Gallatin      | 1786     | Davidson County                                          | Jethro Sumner (1733–1785) – Brigadegeneral der Kontinentalarmee im Unabhängigkeitskrieg                                                             | 160.645        | 1.371 km² |       |
| Tipton     | 167       | Covington     | 1823     | Shelby County                                            | Jacob Tipton – Vater von Armistead Blevins, der die Einrichtung des Shelby County leitete                                                           | 61.081         | 1.190 km² |       |
| Trousdale  | 169       | Hartsville    | 1870     | Wilson, Macon, Smith und Sumner County                   | William Trousdale (1790–1872) – Gouverneur von Tennessee (1849–1851)                                                                                | 7.870          | 296 km²   |       |
| Unicoi     | 171       | Erwin         | 1875     | Washington und Carter County                             | Indianisches Wort für die südlichen Appalachen | 18.313         | 482 km²   |       |
| Union      | 173       | Maynardville  | 1850     | Grainger, Claiborne, Campbell, Anderson und Knox County  | Erinnerung an die Bemühungen in Ost–Tennessee, den Abfall von der Union zu verhindern                                                               | 19.101         | 579 km²   |       |
| Van Buren  | 175       | Spencer       | 1840     | Warren und White County                                  | Martin Van Buren (1782–1862) – Achter Präsident der USA (1837–1841)                                                                                 | 5.548          | 708 km²   |       |
| Warren     | 177       | McMinnville   | 1807     | White, Jackson, Smith County und Indianerland            | Joseph Warren (1741–1775) – fiel als erster amerikanischer Offizier im Unabhängigkeitskrieg                                                         | 39.839         | 1.121 km² |       |
| Washington | 179       | Jonesborough  | 1777     | Teil von North Carolina                                  | George Washington (1732–1799) – erster Präsident der USA (1789–1797)                                                                                | 122.979        | 845 km²   |       |
| Wayne      | 181       | Waynesboro    | 1817     | Hickman County                                           | Anthony Wayne (1745–1796) – General im Unabhängigkeitskrieg                                                                                         | 17.021         | 1.901 km² |       |
| Weakley    | 183       | Dresden       | 1823     | Hickman County                                           | Robert Weakley (1764–1845) – Abgeordneter in Tennessee                                                                                              | 35.021         | 1.503 km² |       |
| White      | 185       | Sparta        | 1806     | Jackson und Smith County                                 | John White – Soldat im Unabhängigkeitskrieg, erster weißer Siedler im County                                                                        | 15.841         | 975 km²   |       |
| Williamson | 187       | Franklin      | 1799     | Davidson County                                          | Hugh Williamson (1735–1819) – Mitglied des US-Repräsentantenhauses                                                                                  | 183.182        | 1.509 km² |       |
| Wilson     | 189       | Lebanon       | 1799     | Sumner County                                            | David Wilson – Parlamentarier in North Carolina und im Südwest-Territorium                                                                          | 113.993        | 1.478 km² |       |